# La alteración
『la alteración』（ラ・アルテラシオン）は、日本の歌手中森明菜の16枚目のスタジオ・アルバム。このアルバムは1995年7月21日にMCAビクターよりリリースされた (CD: MVCD-25)。2002年12月4日には『la alteración+4』としてユニバーサルJから再発売された。

## 背景
『la alteración』は、前作『UNBALANCE+BALANCE』から、およそ1年8か月ぶりとなる1995年7月21日にCD (MVCD-25)でリリースされたスタジオ・アルバムである。"la alteración"とは、スペイン語で「変化」の意味を持つ。このアルバムのレコーディングは、VICTOR STUDIO、Music Inn、チェリーアイランドスタジオで行われた。プロデュースは、前作に引き続き中森が担当した。本作では新たな試みとして、楽曲制作からボーカル録音直前まで、中森はほぼ制作に関与しなかったという。これまではレコーディングする前の段階から「この曲はこういう音でこう歌いたい」と伝えてきたが、このアルバムでは、信頼のおけるスタッフに委ねたという。この理由について中森は、自身のスタッフが中森に求める歌唱や楽曲がどういったものであるか、中森自身興味を持ったからだと述べている。また、その要望に応えるスタンスを望んでいたとコメントした。このアルバムでスタッフが中森に求めた歌唱イメージは、中森にとって困難な面もあったが、要望に応じるべく懸命にコントロールして歌唱したと振り返っている。本作のジャケットはモロッコで撮影された。このアルバムのライナーノーツの中には、未確認飛行物体と見られる写真が映っている。音楽番組出演の際、この写真についても話題として取り上げられた。中森は、本作収録曲のうちヘヴィメタル調アレンジの「だからなんなの」について触れた際、ヘヴィメタルやハードロック系が苦手であることを明かしている。またこの楽曲のタイトルは、中森の口癖のひとつから採られたもので、中森のアルバム・スタッフとマネージャーが、中森の語録を書き出した中から選んだものだという。ディレクターによると本作は、究極的にサウンドトラックのような聴き方を狙い、SEについても工夫したという。
『MUSIC GUIDE』では本作の構成について、壮大な導入部から始まり、リズムをきわ立たせた多様な楽曲を数曲味わった後にバラード2曲を堪能、その後さらに躍動的なリズムが続き歌唱を終えると、最後はニューヨーク・ウォール街の雑踏音でエンディングを迎えると解説している。
本作リリース後の12月12日からは、本作を引っ提げてのスペシャル・ライブ中森明菜 TRUE LIVEを開催した。
2002年12月には、『la alteración+4』として本作は再発売された。

## シングル
「原始、女は太陽だった」が、本作からのリード・シングルとして、本作発売のおよそひと月前の1995年6月21日に発売された。この楽曲は本作では、シングルとは別のテイクとリミックスで収録され、3曲目に配置された。

## 批評
『CDジャーナル』は本作について「すべての歌が明菜の世界で展開され、聴き手はどこへ引っ張っていかれるのか分からないスリルのなかにいる。」と批評した。『WHAT's IN?』の佐伯明は「とかく彼女の生きざまと呼応させながら彼女の楽曲は聴かれがちであるが、歌とは生きざまをすべて吸い込んでそれを超越していく存在なのだから、それに気づき歌い得た本作には別種の勢いを感じる。」と批評した。また、同誌の石井理恵子は「サウンドもさまざまな色彩を見せるが、歌詞の中に見える女の顔も同様だ。」と批評した。

## チャート成績
『la alteración』は、オリコン週間アルバムチャートの1995年7月31日付で初登場し、最高順位7位を記録した。同チャートには、計8週に渡ってランクインしている。

## 収録曲
| #         | タイトル                    | 作詞       | 作曲      | 編曲       | 時間  |
| --------- | --------------------------- | ---------- | --------- | ---------- | ----- |
| 1.        | 「GAIA 〜地球のささやき〜」 | 夏野芹子   | 井上日徳  | 奈良部匠平 | 3:52  |
| 2.        | 「Sunflower」               | 只野菜摘   | 秋元薫    | 杉山卓夫   | 5:38  |
| 3.        | 「原始、女は太陽だった」    | 及川眠子   | MASAKI    | 岩崎文紀   | 4:49  |
| 4.        | 「TSURAI・TSURAI」          | 帆苅伸子   | 阿部真    | 岩崎文紀   | 5:08  |
| 5.        | 「したたる情熱」            | 及川眠子   | 服部隆之  | 服部隆之   | 6:15  |
| 6.        | 「痛い恋をした」            | 及川眠子   | 上田知華  | 衫山卓夫   | 5:22  |
| 7.        | 「Necessary」               | 夏野芹子   | 大内義昭  | 服部隆之   | 5:09  |
| 8.        | 「無垢」                    | 田久保真見 | 羽場仁志  | 奈良部匠平 | 4:35  |
| 9.        | 「だからなんなの」          | 夏野芹子   | 井上日徳  | 奈良部匠平 | 5:04  |
| 合計時間: | 合計時間:                   | 合計時間:  | 合計時間: | 合計時間:  | 45:53 |

## クレジット
『la alteración』のライナー・ノーツより
参加ミュージシャン
| - 青山純：ドラムス (M-1、9) - 美久月千晴：エレクトリック・ベース (M-1、8-9) - 芳野藤丸：エレクトリック・ギター (M-1、8-9) - 是永巧一：エレクトリック・ギター (M-1、8-9) - IMASA from KT+LD：エレクトリック・ギター (M-1) - 奈良部匠平：キーボード (M-1、8-9) - 迫田到：シンセサイザー・オペレーター (M-1、8-9) - 橋本茂昭：シンセサイザー・オペレーター (M-1、8-9) - 新倉芳美：バッグ・ボーカル (M-1、8-9) - 伊藤広規：エレクトリック・ベース (M-2、6) - 窪田晴男：エレクトリック・ギター (M-2、6) - 杉山卓夫：キーボード (M-2、6) - MAC清水：パーカッション (M-2、6) - 棚橋信仁：シンセサイザー・オペレーター (M-2、6) - 秋元薫：バック・ボーカル (M-2) - 千代正行：ガット・ギター (M-3) | - 角田順：エレクトリック・ギター (M-3-5、7) - 岩崎文紀：キーボード (M-3-4) - 篠崎正嗣：エレクトリック・ヴァイオリン (M-3) - 小池弘之ストリングス：ストリングス (M-3) - 石川鉄男：シンセサイザー・オペレーター (M-3) - 岩﨑元是：バック・ボーカル (M-3-4) - 高尾直樹：バック・ボーカル (M-3-4) - 国分友里恵：バック・ボーカル (M-3-4) - 山本公樹：サクソフォーン (M-4) - 松武秀樹：シンセサイザー・オペレーター (M-4) - 高水健司：エレクトリック・ベース (M-5、7) - 服部隆之：キーボード (M-5、7) - 菅原裕紀：パーカッション (M-5、7) - 平原まこと：サクソフォーン (M-5、7) - エリック宮城：トランペット (M-5) - 横山均：トランペット (M-5) - 松本治：トロンボーン (M-5) - 中山信彦：シンセザイザー・オペレーター (M-5) | - 山根麻衣：バック・ボーカル (M-5) - 山根栄子：バック・ボーカル (M-5) - 中山ミサ：バック・ボーカル (M-5) - 岡田柚留：バック・ボーカル (M-6) - 早川紀子：バック・ボーカル (M-6) - 島村英二：ドラムス (M-7) - 田代耕一郎：アコースティック・ギター (M-7) - 梶原順：エレクトリック・ギター (M-7) - 富樫春生：キーボード (M-7) - 渋谷年治：シンセサイザー・オペレーター (M-7) - 木戸泰弘：バック・ボーカル (M-7) - 比山貴咏史：バック・ボーカル (M-7) - 江口信夫：ドラムス (M-8) - 荒木敏男：フリューゲルホルン (M-8)、トランペット (M-9) - 山本拓夫：サクソフォーン (M-9) - 竹野昌邦：サクソフォーン (M-9) - 村田陽一：トロンボーン (M-9) |

スタッフ
| - プロデューサー：中森明菜 - ディレクター：Hiroaki Nishiyama - Recorded & Mixed：奥原秀明 (VICTOR STUDIO) (M-2-7)、Hiroshi Shitamiya (MIXER'S LAB) (M-1、8-9) - セカンド・エンジニア：Seiji Sekine・Miyuki Umeda (VICTOR STUDIO)、Mitsuhiro Indo (DONE)、Tomofumi Hosoi (Music inn) - 録音：VICTOR STUDIO、Music Inn、チェリーアイランド - Mixed AT VICTOR STUDIO | - ミュージシャン・コーディネート：Takashi Yokoo (Music Land) - Mastered By 山崎和重 (VICTOR STUDIO) - アート・ディレクター：福士昌明 (294) - デザイナー：Natsuko kawai (294) - 撮影：塚田和徳 - コスチューム・コーディネーター：東野邦子 - ヘアメイク：山崎彰 (SASHU) - ビジュアル・コーディネーター：Tatsuo Sato（MCAビクター） | - Special Thanks to Ayako Aoki (Moroccan National Tourist Office, Tokyo) - A&Rプロデューサー：Jun Usami（MCAビクター） - プロモーション・マネージャー：宮脇秀有（MCAビクター） - エグゼグティブ・プロデューサー：飯田久彦（ビクターエンタテインメント）、Toshiaki Eda (NAPC) - スーパーヴァイザー：Hiroyuki Iwata（MCAビクター） |

## 再発盤
『la alteración+4』（ラ・アルテラシオン・プラス・フォー）は、日本の歌手中森明菜の16枚目のスタジオ・アルバム『la alteración』のリマスター再発盤。このアルバムは2002年12月4日にユニバーサルJよりCD (UMCK-1152)でリリースされた。2005年7月1日には、ListenJapanにてデジタル・ダウンロードでリリースされた。この他、moraやiTunesでも音楽配信された。

### 収録曲
オリジナルの収録曲に加え、31枚目のシングル「原始、女は太陽だった」、32枚目のシングル「Tokyo Rose」とカップリングを含む4曲を収録した。 
| #         | タイトル                                 | 作詞  | 作曲・編曲 | 時間 |
| --------- | ---------------------------------------- | ----- | ---------- | ---- |
| 1.        | 「GAIA 〜地球のささやき〜」              |       |            | 3:53 |
| 2.        | 「Sunflower」                            |       |            | 5:36 |
| 3.        | 「原始、女は太陽だった (album version)」 |       |            | 4:47 |
| 4.        | 「TSURAI・TSURAI」                       |       |            | 5:08 |
| 5.        | 「したたる情熱」                         |       |            | 6:13 |
| 6.        | 「痛い恋をした」                         |       |            | 5:19 |
| 7.        | 「Necessary」                            |       |            | 5:08 |
| 8.        | 「無垢」                                 |       |            | 4:32 |
| 9.        | 「だからなんなの」                       |       |            | 5:04 |
| 10.       | 「原始、女は太陽だった」                 |       |            | 4:45 |
| 11.       | 「綺麗」                                 |       |            | 4:10 |
| 12.       | 「Tokyo Rose」                           |       |            | 4:09 |
| 13.       | 「優しい関係」                           |       |            | 3:22 |
| 合計時間: | 合計時間:                                | 62:06 |            |      |

## リリース履歴
| 発売日         | レーベル                 | 規格  | 品番         | 備考                                          |
| -------------- | ------------------------ | ----- | ------------ | --------------------------------------------- |
| 1995年7月21日  | MCAビクター              | CD    | MVCD-25      |                                               |
| 2002年12月4日  | ユニバーサルミュージック | CD    | UMCK-1152    | 『la alteración+4』                           |
| 2017年5月3日   | ユニバーサルミュージック | UHQCD | UPCH-7270    | 『la alteración+4』、限定盤                   |
| 2023年5月31日  | ユニバーサルミュージック | CD    | UPCY-7837    | 『la alteración+4』、スペシャルプライス再発盤 |
| 2023年11月29日 | ユニバーサルミュージック | LP    | UPJY-9339/40 | 初アナログLP化、2枚組限定盤                   |

## 参照
1. 1 2 3 4 5 6 7  『la alteración』（12cmCD）中森明菜、MCAビクター、1995年7月21日。MVCD-25。
2. ↑  “JBOOK:アルテラシオン:中森明菜:CD”.  文教堂. 2012年4月10日閲覧。
3. 1 2  “中森明菜「アルテラシオン+4」 - iTunes で「アルテラシオン+4」をダウンロード”.  Apple. 2011年4月10日閲覧。
4. 1 2 3  “アルテラシオン 中森明菜のプロフィールならオリコン芸能人事典-ORICON STYLE”.  オリコン. 2011年11月19日閲覧。
5. ↑  “中森明菜 / アンバランス+バランス [CD] [アルバム] - CDJournal.com”.   音楽出版社. 2012年4月9日閲覧。
6. 1 2 3  “中森明菜 / アルテラシオン [CD] [アルバム] - CDJournal.com”.   音楽出版社. 2011年4月10日閲覧。
7. 1 2 3 4 5 6 7 8  佐伯明『WHAT's IN?』第8巻第9号、ソニー・マガジンズ、1995年8月15日、106-107頁、通巻第96号。
8. ↑  『UNBALANCE+BALANCE』（12cmCD）中森明菜、MCAビクター、1993年9月22日。MVCD-9。
9. 1 2 3 4  “中森明菜 / アルテラシオン+4 [再発] [CD] [アルバム] - CDJournal.com”.   音楽出版社. 2011年7月30日閲覧。
10. 1 2 3 4 5 6  たてやまノブヨ「中森明菜 ニューアルバム「アルテラシオン」全曲徹底レビュー」『MUSIC GUIDE』第28巻第8号、ミュージックスター、1995年8月、34-35頁。
11. ↑  “明菜晴れやか、30歳の挑戦”. 朝日新聞（夕刊） (朝日新聞社):  11面、4版. (1995年12月12日)
12. ↑  『歌姫伝説 〜90's BEST〜』（3×12cmCD+DVD）中森明菜、ユニバーサルシグマ、2008年2月27日。UMCK-9196。
13. ↑  兼田達矢「特集 新作『アルテラシオン』発表 中森明菜」『CDでーた』第7巻第12号、角川書店、1995年7月20日、130-131頁、通巻122号。
14. ↑  “中森明菜 / 原始、女は太陽だった [CD] [シングル] - CDJournal.com”.   音楽出版社. 2012年4月9日閲覧。
15. ↑  石井理恵子『WHAT's IN?』第8巻第9号、ソニー・マガジンズ、1995年8月15日、204頁、通巻第96号。
16. ↑  「アルバムチャート」『オリコンウィークリー The Ichiban』第17巻、オリコン、1995年8月7日、63頁。
17. ↑  “検索結果-ORICON STYLE アーティスト/CD検索”.   オリコン. 2012年4月9日閲覧。
18. ↑  “タイトル一覧:中森明菜 ：音楽ダウンロード･配信サイト ListenJapan 【 リッスンジャパン 】”.  エムティーアイ. 2006年11月27日時点のオリジナルよりアーカイブ。2013年1月6日閲覧。
19. ↑  “アルテラシオン+4 / 中森明菜 今すぐ試聴してダウンロード : 音楽ダウンロード・メガサイト mora [モーラ]”.  レーベルゲート. 2007年2月10日時点のオリジナルよりアーカイブ。2013年1月6日閲覧。
20. ↑  “中森明菜”. アルテラシオン+4.  ユニバーサルミュージック. 2003年1月26日時点のオリジナルよりアーカイブ。2012年7月28日閲覧。